# Sheela na gig

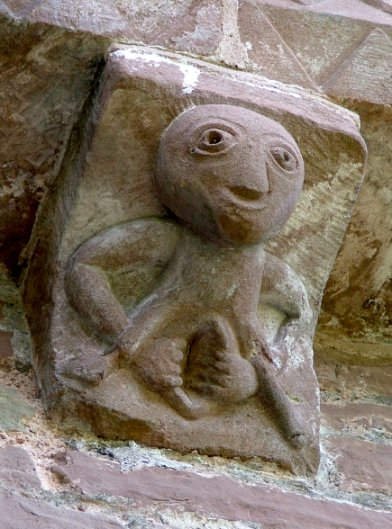
Sheela na gig de Kilpeck (Anglaterra).

Les Sheela na Gigs (o Síle na gcíoch en gaèlic irlandès) són talles figuratives de dones nues mostrant una vulva molt gran en contrast amb el seu cos. Es troben a esglésies, castells i d'altres edificacions, especialment a Irlanda i la Gran Bretanya, de vegades al costat de figures masculines. Un dels millors exemples es troba a la Torre Rodona a Rattoo, comtat de Kerry (Irlanda). Un altre exemple molt conegut es troba a Kilpeck (Herefordshire, Anglaterra).
Irlanda compta amb el més gran nombre de talles Sheela na Gig conegudes: Joanne McMahon i Jack Roberts en citen 101 exemples a Irlanda enfront de 40/45 a Gran Bretanya. Es diu que aquestes talles protegeixen de la mort i el mal. Altres figures grotesques com a gàrgoles es troben sovint en esglésies de tot Europa, sent comú dir que la seva presència allunya els esperits malvats. Sovint es troben sobre portes i finestres, per protegir aquestes obertures, també en alguns cementiris per aconseguir la pau eterna dels seus morts.

## Origen del tema
Existeix una certa controvèrsia respecte a l'origen d'aquestes figures. Un punt de vista, sostingut per Anthony Weir i James Jerman, és que les Sheelas van ser tallades per primera vegada a França i Espanya en el segle xi, i el tema va arribar a Gran Bretanya i Irlanda en el segle xii. L'obra de Weir i Jerman va ser una continuació de la recerca iniciada per Jorgen Andersen, autor de The Witch on the Wall (1977), el primer llibre seriós sobre les Sheela na Gigs. Eamonn Kelly, conservador de les antiguitats irlandeses en el Museu Nacional d'Irlanda a Dublín, crida l'atenció en el seu llibre Sheela-na-gigs: origins and functions sobre la distribució de les figures en Irlanda per donar suport a la teoria de Weir i Jerman: quasi totes les Sheelas conservades in situ es troben en regions conquerides pels anglonormands (segle xii), mentre a les zones que van romandre «irlandeses natives» n'apareixen molt poques. Weir i Jerman també argumenten en Images of lust que la seva ubicació a les esglésies i la seva lletjor respecte als estàndards medievals suggereixen que van ser usades per representar la luxúria femenina com horrible pecat corruptor.
Una altra teoria, exposada per Joanne McMahon i Jack Roberts, és que les talles són vestigis d'un culte precristià de fertilitat o a la Deessa mare. Tots dos autors assenyalen les diferències en materials i estils d'algunes Sheeles respecte a les estructures circumdants, i que algunes apareixen girades, que fa factible la idea que van ser incorporades des d'altres estructures anteriors als primers edificis dels cristians primitius. Hi ha també diferències entre les típiques figures exhibicionistes «continentals» i la Sheela irlandesa, incloent les poques figures masculines a Irlanda i Gran Bretanya, més freqüents en el continent, on apareixen també en actituds molt més «cargolades».

## Etimologia

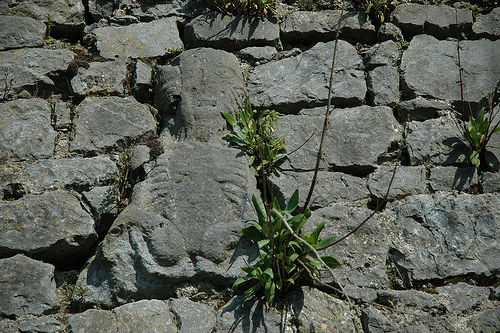
Sheela na gig en un mur de la ciutat de Fethard (Comtat de Tipperary, Irlanda).

El terme Sheela na gig va ser publicat per primera vegada en la revista Proceedings of the Royal Irish Academy (1840-1844), com si fos un nom local per a una talla present en un gablet del mur d'una església a Rochestown del Comtat de Tipperary. El nom també va ser enregistrat el 1840 per John O'Donovan, un funcionari de l'Ordnance Survey d'Irlanda, en al·lusió a una figura d'una església de Kiltinane Castle del mateix comtat. Hi ha una controvèrsia sobre l'origen i significat d'aquest nom, perquè no és directament traduïble a l'irlandès. De vegades poden trobar-se grafies alternatives de Sheela, entre elles Sheila, Síle i Síla. El nom Seán-na-Gig va ser encunyat per Jack Roberts per a l'equivalent masculí itifàl·lic de la «Sheela», que és força estrany a Irlanda i és molt més comú en el continent europeu.
Jorgen Andersen escriu que el nom és una expressió irlandesa, originàriament Sighle na gCíoch que significa la «vella bruixa dels pits» o bé Síle-ina-Giob, «Sheila ajupida», on Síle o Sheila és la forma irlandesa del nom francès-normand «Cecile». L'historiador i escriptor irlandès Patrick Stephen Dinneen va afirmar que Síle-na-gCíoc era un «fetitxe de pedra que representava una dona», suposadament símbol de fertilitat, gnly (= generally) i creu que va ser introduïda pels normands. Altres investigadors han qüestionat aquestes interpretacions: poques Sheelas apareixen amb pits, i hi ha dubtes sobre la relació lingüística entre ina Giob i na Gig. També s'ha dit que l'expressió Sheela na gig és un terme per designar una bruixa o dona vella.
Barbara Freitag, dedica un capítol complet a l'etimologia del nom en el seu llibre Sheela-na-gigs: Unravelling an Enigma i proporciona algunes referències anteriors a 1840, incloent un vaixell de la Royal Navy anomenat Sheela Na Gig i una dansa anomenada Sheela na gig del segle xviii. Aquestes són les referències documentades més antigues del nom, però no s'apliquen a les figures. El nom del vaixell és explicat als registres de la Marina Reial com un «follet femení irlandès». Freitag va descobrir també que gig era un terme en argot de l'anglès del nord per als genitals femenins. Existeix una paraula similar a l'argot irlandès modern gigh, que confon encara més el possible origen del nom.
Weir i Jerman usen el nom Sheela, però solament perquè ha entrat a l'ús popular; també anomenen les figures de tots dos sexes «exhibicionista». Citen el segon capítol d'Andersen a The witch on the wall, com bona discussió del nom. Andersen afirma en aquest capítol que no hi ha evidencies que Sheela na gig fos mai un nom popular per a les figures i que procedeix d'una època (és a dir, a mitjan segle xix) «on la compressió popular de les característiques d'una Sheela eren vagues i la gent era primmirada amb la seva aparent grolleria». Una referència anterior a la dubtosa naturalesa del nom pertany a H. C. Lawlor (1931), qui va dir que «el terme Sheela-na-gig no té significat etimològic i és un nom absurd». Andersen, Weir i Jerman, i Freitag descarten el nom per modern i relativament arbitrari.
El nom més antic documentat per a una de les figures és «L'Ídol», en relació amb la figura de Binstead a l'Illa de Wight. Aquest nom va ser esmentat el 1781 per R. Worsley a The History of the Isle of Wight, i novament el 1795 per J. Albin a A New, Correct and Much-improved History of the Isle of Wight. El nom de «L'Ídol» també va ser aplicat a una figura avui perduda de Lusk (Irlanda), i documentat com en ús sobre el 1783.

## Teories

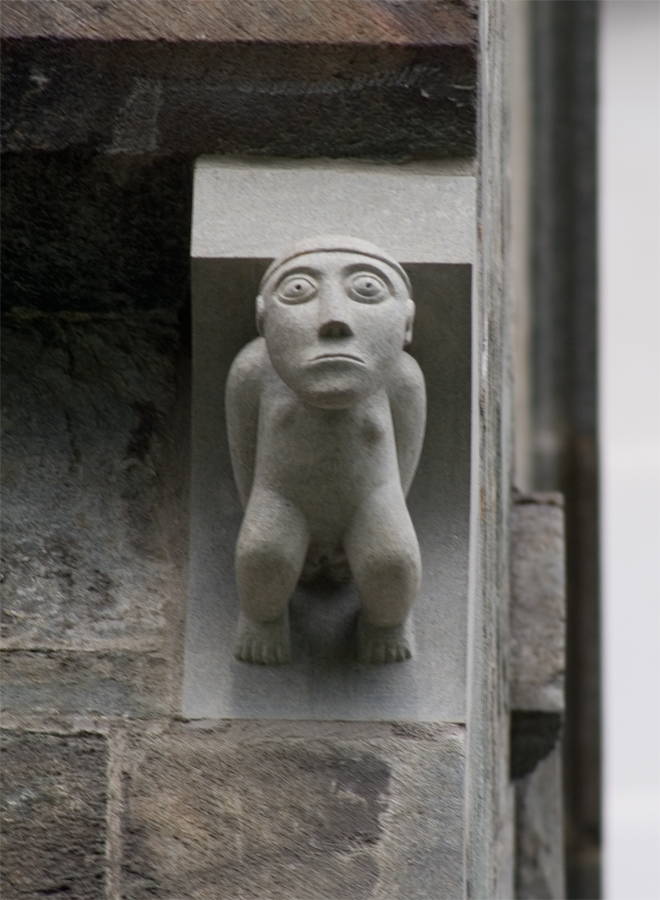
Reproducción de una escultura romànica situada en la Catedral de Nidaros, Trondheim, Noruega.

Gran part de la controvèrsia al voltant de les figures és deu a determinar exactament què se suposa que representen. Les teories sobre això, cap de les quals abasta totes les figures ni manca de problemes, es classifiquen els següents grups.

### Vestigis d'una deessa
Aquesta és la teoria, de bon tros, més popular, encara que no està àmpliament acceptada pels acadèmics. La deessa en qüestió, acostuma a ser identificada com a cèltica, concretament una vella bruixa Cailleach de la mitologia irlandesa i escocesa. Aquesta teoria va ser en origen, proposada per gent com ara Margaret Murray i Anne Ross, qui, en el seu assaig titulat The Divine Hag of the Paguen Celts, va escriure: «m'agradaria suggerir que a la seva forma iconogràfica primitiva retraten de fet la deessa territorial o de la guerra en el seu aspecte de vella bruixa...» Més recentment, la teoria de la deessa ha estat exposada en el llibre The Sacred Whore: Sheela Goddess of the Celts per Maureen Concannon, qui relaciona les figures amb la «Deessa mare».
Mircea Eliade a The Encyclopèdia of Religion estableix paral·lels entre la Sheela na gig i l'antic mite irlandès de la deessa que concedia el regnat. Apareix com una vella bruixa luxuriosa, i la majoria dels homes, rebutjaba els seus avenços, excepte un, que va acceptar. Quan es fiqués al llit amb ella, aquesta es transformaria en una bonica donzella que li atorgaria la corona i beneiria el seu regnat.
Andersen dedica un capítol a aquesta teoria, titulat Pagan or Medieval. Mentre que suggereixin possibles influències paganes a les Sheelas irlandeses, les situa, amb fermesa, en un context medieval. De l'anterior proposta de Ross, diu sobre els possibles orígens pagans: «el que pot dir-se contra això és que és menys fàcil de provar i menys fàcil d'il·lustrar, que el possible origen continental francès, per al motiu discutit en anteriors capítols...»
Weir i Jerman exploren la possible influència de les figuretes de Baubo sobre el motiu, però admeten que el vincle és tènue, escrivint que: «...és molt interessant com a especulació, però la quantitat de proves no és gran».
Freitag explora els possibles orígens pagans cèltics però novament troba poc què suggereixi un vincle: «... en particular la noció de la vella bruixa divina estant un retrat d'Ur-Sheela ha de ser fermament rebutjada com a capriciosa conjectura.» Malgrat el rebuig acadèmic a un origen pagà, aquesta teoria continua sent àmpliament acceptada en altres àmbits i és fermament defensada pels seus partidaris.
En suport d'aquesta teoria es pot citar la recent descoberta d'una Sheela na Gig en un santuari rupestre del segle i al Concelho de Coirós (Galícia) per l'arqueòleg Antón Fernández Malde.

### Una figura de fertilitat
Aquesta teoria acostuma a usar-se junt amb la representació d'una deessa pagana. Freitag proposa la teoria que les figures s'usaven en un context de fertilitat i les associa amb «pedres de part». Hi ha evidències folklòriques que almenys algunes de les Sheelas van ser usades d'aquesta forma, prestant-se les figures a les dones de part. Altres figures tenen associades a elles tradicions de noces. Segons Margaret Murray, la figura de l'església de St. Michael a Oxford, situada a la porta nord, compte amb la tradició de ser mostrada a les núvies al dia de les seves noces. La recent descoberta d'una parella exhibicionista a Devizes per Theresa Oakley i Alex Woodcock també resta pes a aquesta teoria. Els rostres d'algunes figures estan estriats, indicant cicatrius o tatuatges. Aquesta teoria no abasta totes les figures: algunes són primes, mostrant les seves costelles i pits flacs; d'altres són grasses i apareixen en un context sexual amb un company. Per tant, encara que aquesta sembla la interpretació més òbvia, una mirada més detinguda a les figures revela característiques que difícilment encaixenamb una funció de fertilitat.

### Un avís contra la luxúria
Aquesta teoria va ser proposada per Anthony Weir i James Jerman in Images of Lust. Explica les figures com un avís religiós contra els pecats de la carn. Les figures exhibicionistes de tots els tipus -homes, dones i bèsties- es troben amb molta freqüencia en companyia de representacions de bèsties devorant persones i després d'imatges «infernals». Aquestes imatges, es van usar com a mitjans d'instrucció religiosa per a una població en gran part analfabeta. Com a part d'aquesta interpretació, exploren un origen continental de les figures. Jorgen Andersen va suggerir aquest origen per primera vegada, i Weir i Jerman van continuar i van ampliar aquesta línia de recerca, argumentant que el motiu va migrar des del continent a través de les rutes de pelegrinatge que portaven a Santiago de Compostel·la.

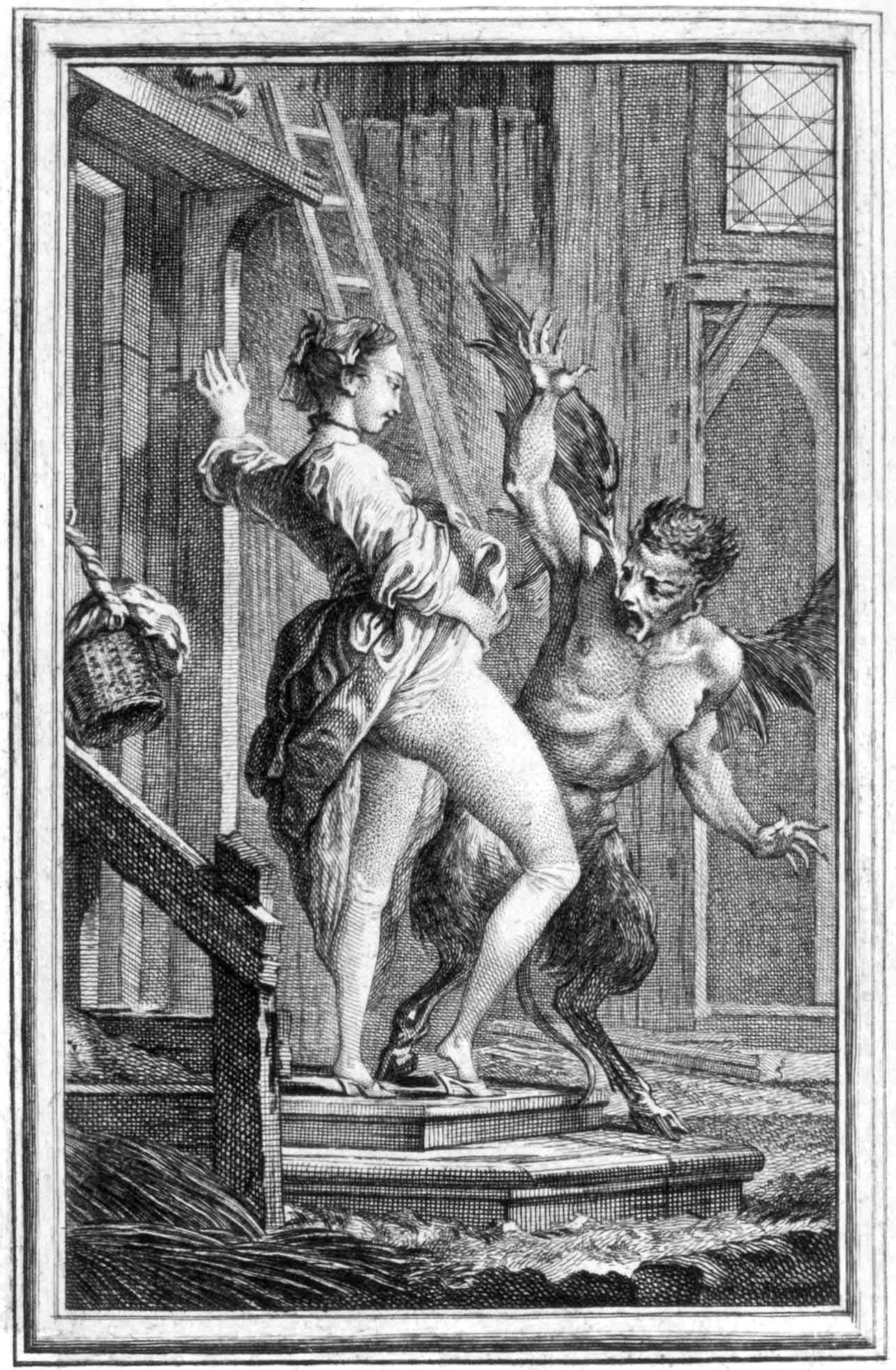
Nouveaux Contes (1674) de Jean de La Fontaine

 Els escultors peregrins van prendre nota del que havien vist en la ruta i van acabar tallant les seves pròpies interpretacions dels motius que havien vist. Finalment, el motiu exhibicionista va migrar a Irlanda i Gran Bretanya. Aquesta teoria sembla encaixar bé amb gran part de les figures religioses, però pitjor amb algunes de les seculars. Les imatges que apareixen a castells no semblen haver servit fins religiosos. La figura d'Haddon Hall es troba en uns estables —encara que pot haver estat traslladada aquí des d'un altre lloc—. Així que encara que aquesta teoria sembla tenir alguna credibilitat, novament no abasta totes les figures.

### Protecció contra el mal
Aquesta teoria és discutida per Andersen a The Witch on the Wall i Weir i Jerman a Images of Lust. Sembla improbable que les figures dels castells tinguessin un propòsit religiós, pel que està teoria suggereix que tenien una funció apotropaica i estaven dissenyades per allunyar el mal. A això contribueix el nom «malvats ulls de pedra» (Evil Eye Stones) donat a algunes de les figures a Irlanda. N'hi ha també alguna evidència folklòrica que els dimonis podien ser repel·lits a la vista d'un sexe de dona. Andersen reprodueix una làmina dels Nouveaux Contes (1674) de Jean de La Fontaine en la qual un dimoni és repel·lit per la visió d'una dona aixecant-se la faldilla. Weir i Jerman també conten una història a The Irish Times (23 de setembre de 1977) on un incident violent involucrant diversos homes, va ser evitat per una dona que va exposar els seus genitals als atacants. Tanmateix, també donen algun dubte sobre la veracitat d'aquest relat. Continuen, els mateixos autors, suggerint que la funció apotropaica sembla haver estat gradualment adscrita a les figures amb el temps. Encara que aquesta teoria sembla encaixar amb la majoria de les figures seculars i algunes de les religioses, novament no sembla poder aplicar-se a totes elles.

## Distribució de les figures

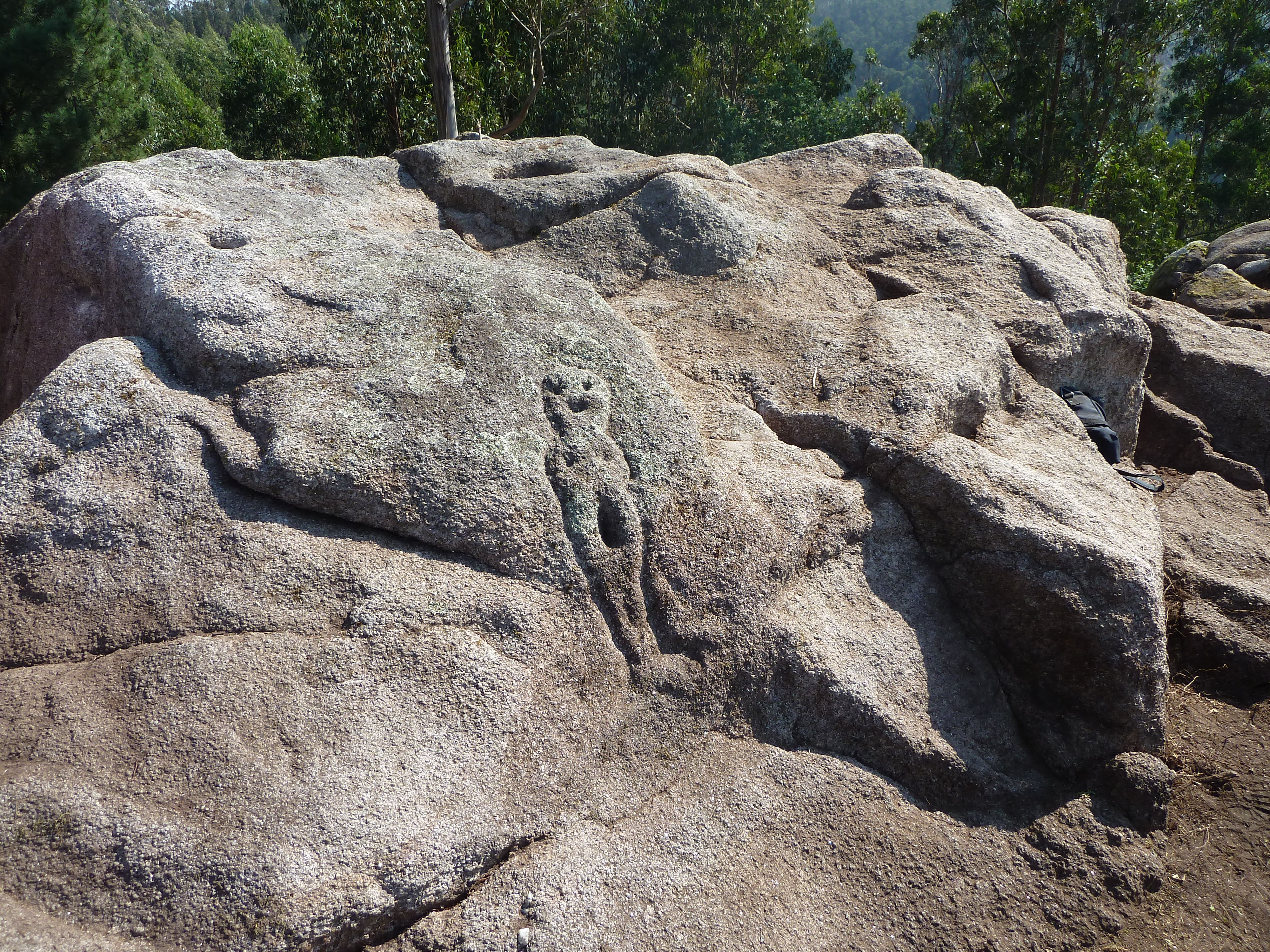
Sheela na gig a Coirós (Galícia)

Irlanda compta amb el més gran nombre de Sheela na gig conegudes, tantes que sovint es creu erròniament que són un fenomen exclusivament irlandès. Tanmateix, amb la publicació de Witch on the Wall i Images of Lust s'ha fet cada vegada més obvi que el motiu de les Sheela na gig, poden de fet trobar-se per tot Europa. El nombre exacte de figures és difícil de calcular, ja que la interpretació del que és o no una Sheela na gig canvia d'un autor a un altre: per exemple, Freitag omet la figura de Rochester a la seva llista, mentre Weir i Jerman la inclou. A The Sacred Whore, Concannon inclou algunes figures desgastades que de moment solament ella ha identificat com Sheela na gig. Encara s'estan identificant figures anteriorment desconegudes.
Fins ara se sap que els següents països en tenen o n'han tingut esglésies, amb figures exhibicionistes femenines en elles. La següent llista procedeix de les incloses a Witch on the Wall, Images of Lust i Sheela-na-gigs: Unravelling an Enigma:
- Irlanda
- França
- Espanya
- Anglaterra
- Gal·les
- Escòcia
- Noruega
- Suïssa
- República Txeca
- Eslovàquia

Un nombre important de figures es troben en contexts romànics especialment a França, Espanya, Gran Bretanya i Noruega. Les figures irlandeses acostumen a trobar-se en regions d'influència normanda.

## Paral·lelismes
L'Encyclopedia of Religió, en el seu article sobre «ioni» ('úter', 'vagina', 'vulva' o 'ventre' en sànscrit), assenyala la similitud entre la ubicació de moltes Sheelas sobre portes i finestres i les figures femenines tallades en fusta sobre les portes de les cases dels [bai) als palauans. Anomenades dilukai o dilugai, apareixen típicament obertes de cames, mostrant una zona púbica gran, negra i triangular, amb les mans descansant en les cuixes. Els autors de l'article diuen:
| « | Aquestes figures femenines protegeixen la salut dels camperols i també els protegeixen de tots els esperits malvats. Les construeixen especialistes rituals en d'acord amb estrictes regles, que de trencar-se resultaria a la mort de l'especialista i del cap de la població. No és coincidència que cada exemple de símbols representant els genitals femenins usats com a recursos apotropaics, es trobin sobre portes. La vulva és la porta primordial, la divisió misteriosa entre la vida i la no-vida. | » |